# Псевдокольори

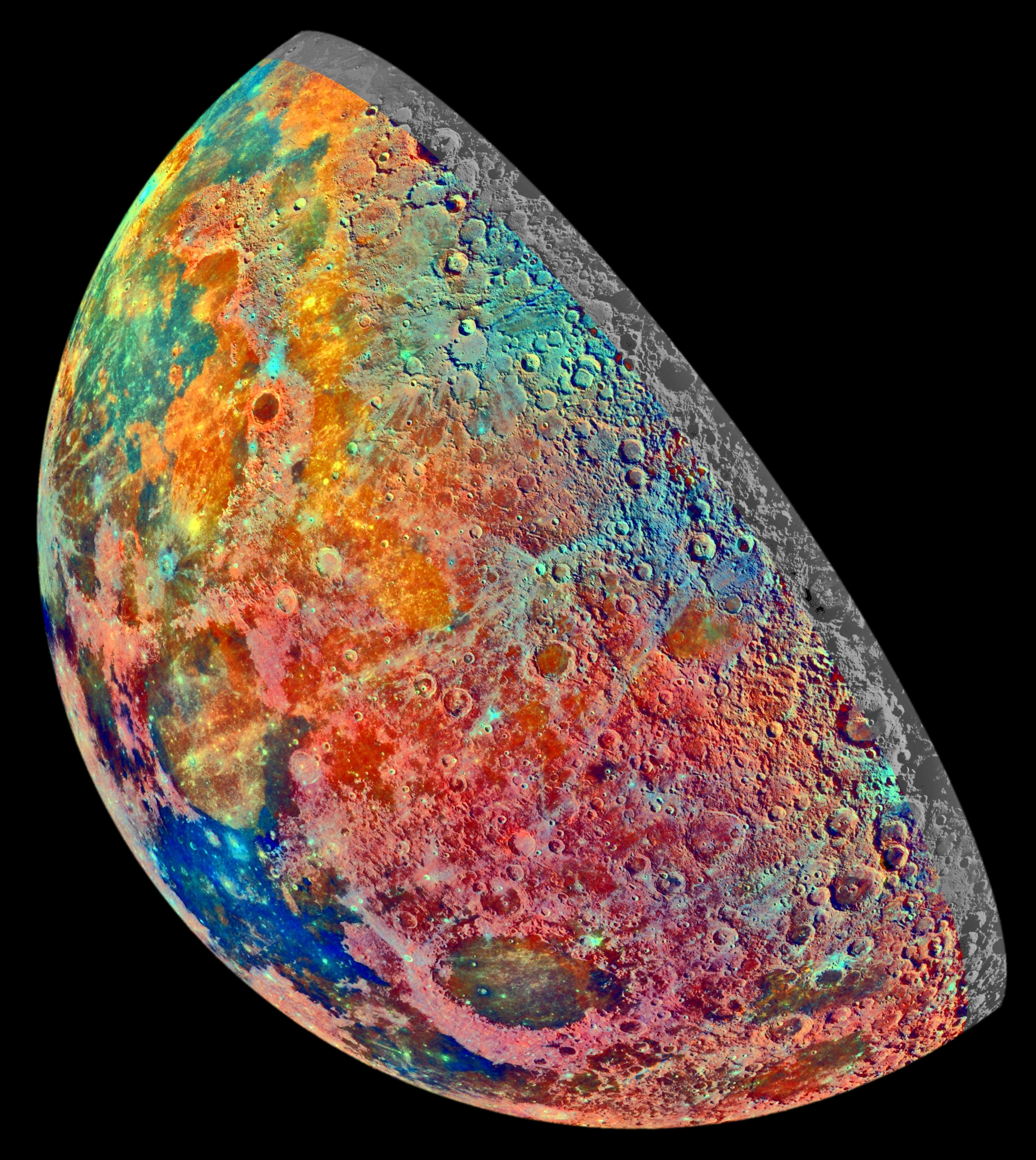
Зображення північних регіонів Місяця у штучних кольорах, створене з пролітних фотографій космічного апарата Галілео, знятих 1992 року в 3 світлофільтрах

Псевдокольори (також штучні, фальшиві, неправдиві, помилкові або умовні кольори) — спосіб візуалізації світла з невидимої частини електромагнітного спектра або інших типів сигналів за допомогою кольорів видимої частини спектра для зручнішого аналізу сигналів людським оком. При цьому зазвичай зображують червоним, зеленим і синім кольорами три різні типи сигналів, часто невидимі оку. В результаті таке зображення у штучних кольорах може сильно відрізнятись від того, що побачило б око, спостерігаючи об'єкт безпосередньо.
За допомогою штучних кольорів часто зображують астрономічні фотографії, отримані в невидимих оку частинах спектра або вузьких спектральних лініях видимого діапазону, висоту на картах рельєфу, типи тканин у магнітно-резонансній томографії і т. д.

## Способи передачі кольору

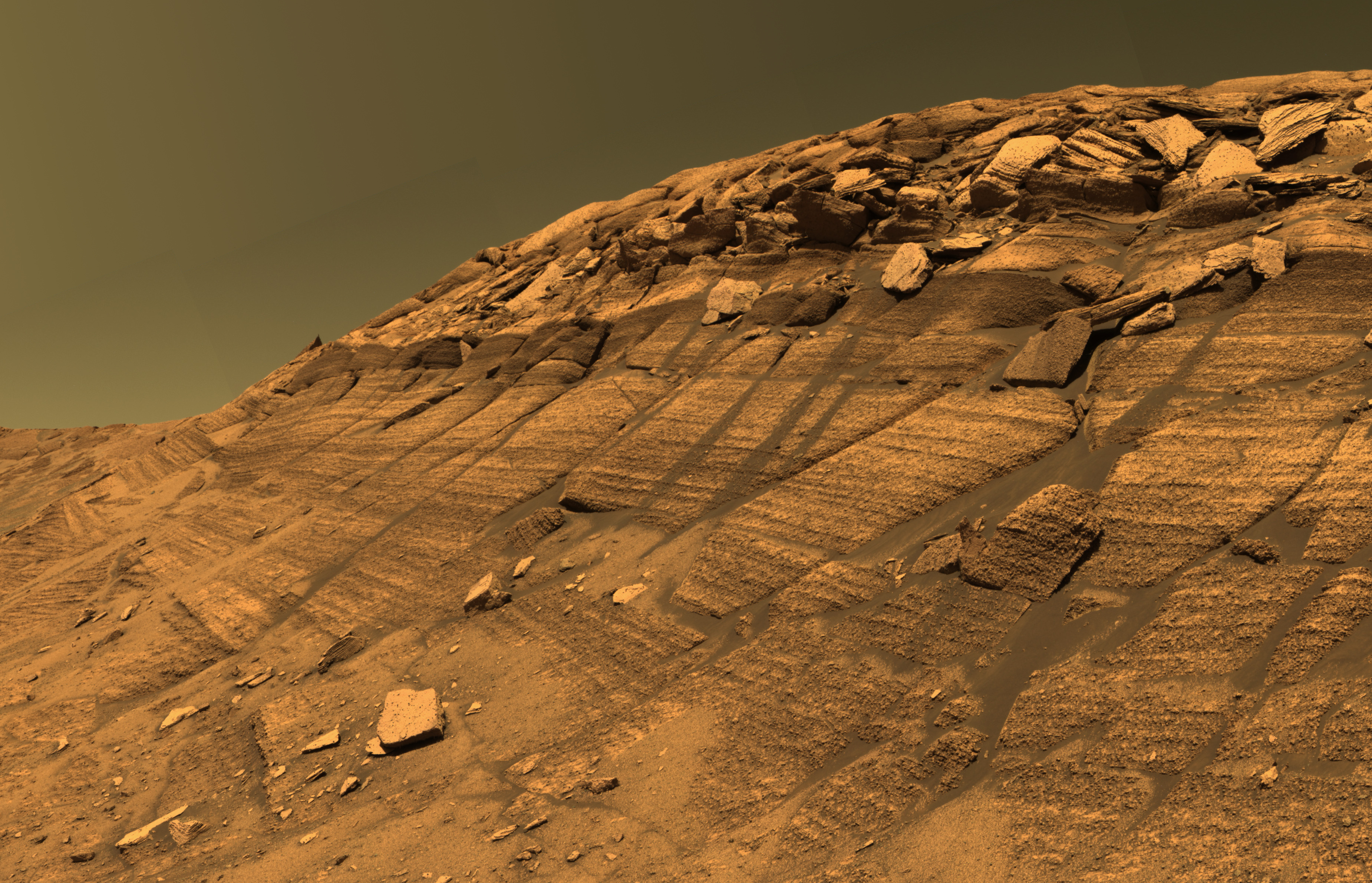
Скеля Бернса в кратері Ендюранс на Марсі. Колір є приблизним дійсним кольором, бо замість червоної спектральної смуги використано інфрачервону. Наприклад, людина на Марсі бачила б небо трохи менш зеленим і більш помаранчевим. Марсохід Оппортьюніті, який зробив це зображення, має червоний фільтр, але часто не використовує його через більшу наукову цінність інфрачервоних зображень і обмеження передачі даних.

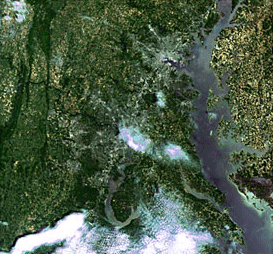
Супутникова фотографія Чесапікської затоки й Балтимора у США в дійсних кольорах.

### Дійсні кольори
Дійсними кольорами називають таке зображення, яке забезпечує природну передачу кольорів або наближається до них. У цьому разі кольори зображених об'єктів здаються людині такими ж, як і при безпосередньому спостереженні відповідних об'єктів: зелене дерево виглядає на зображенні зеленим, червоне яблуко — червоним, блакитне небо — блакитним, і так далі.
Абсолютно точна передача кольорів неможлива. Є три основні джерела похибки передачі кольору (метамерної похибки):
- Різні спектральні чутливості[en] людського ока та пристрою отримання зображення (наприклад, фотоапарата).
- Різні спектральні випромінювальні або відбивні властивості пристрою для візуалізації зображення (наприклад, принтер або монітор).
- Різні спектральні властивості (індекс передавання кольору) для світла, при якому роздивляються зображення (наприклад, для фотодруків).

Результатом метамерної похибки буде, наприклад, зображення зеленого дерева з іншим відтінком зеленого, інший відтінок червоного для червоного яблука, інший відтінок блакитного для блакитного неба, і т. д. Для пом'якшення цієї проблеми в межах фізичних обмежень можна використовувати управління кольором.
Приблизно дійсні кольори зображень, отриманих космічним кораблем, є прикладом того, як зображення мають певну кількість метамерних дефектів, оскільки спектральні смуги камери космічного корабля вибираються для збору інформації про фізичні властивості досліджуваного об'єкта, а не для точної відповідності характеристикам людського ока.

### Штучні кольори

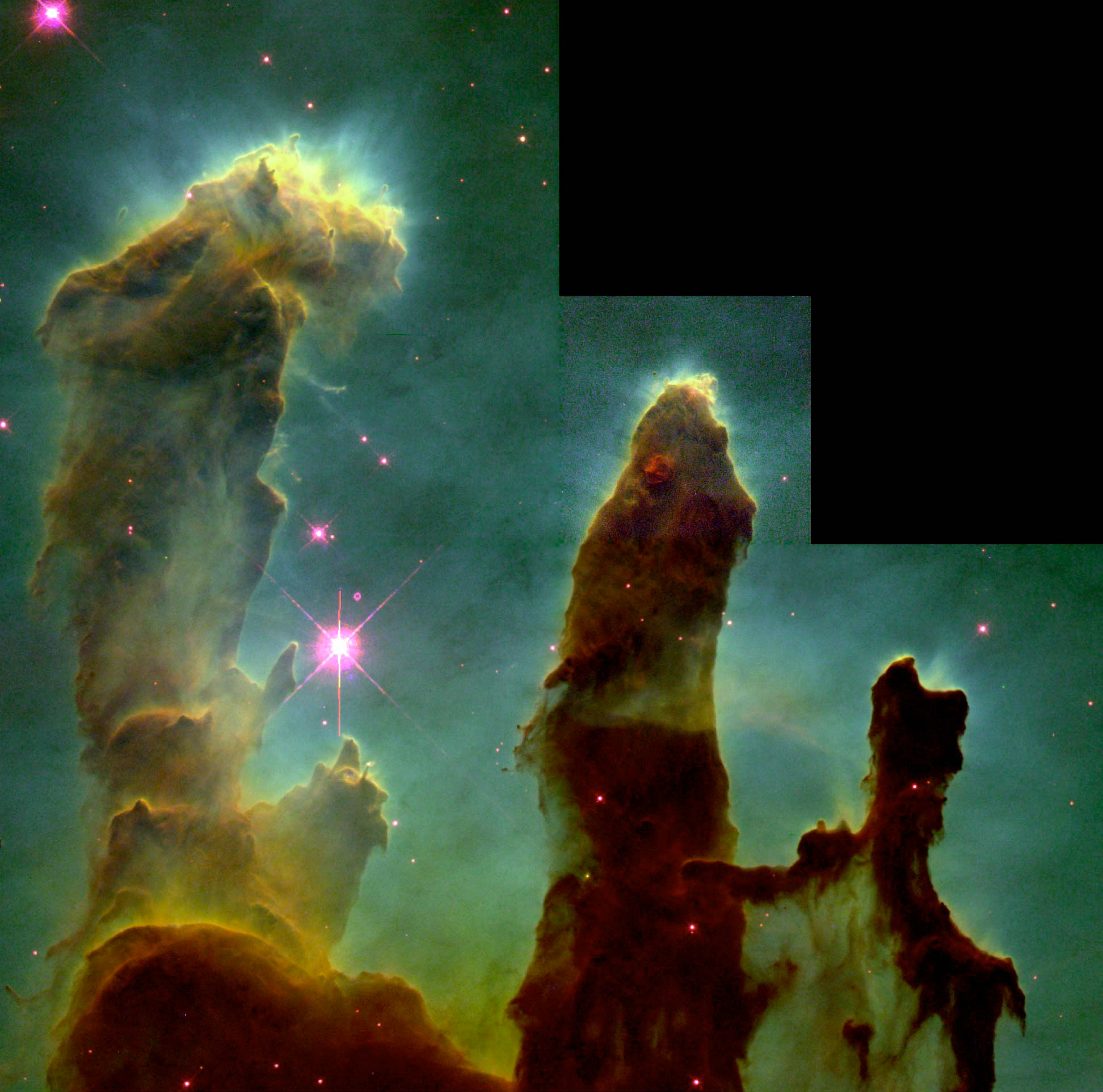
Зображення туманності Орла у штучних кольорах, отримане космічним телескопом «Габбл». Червоним кольором зображене випромінювання на спектральній лінії іонів сірки, зеленим — нейтрального водню, синього — іонів кисню. Очевидним проявом штучності кольорів є рожевий колір зір. Ймовірно, в дійсних кольорах туманність здавалася б буде майже рівномірно коричнево-сірою.

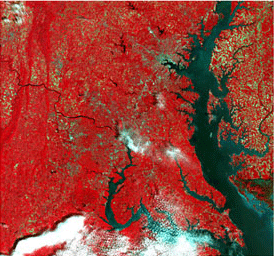
Та ж область, що на попередньому знімку, але тепер кольори RGB позначають ближній інфрачервоний, червоний і зелений. Тепер рослинність здається не зеленою, а червоною, — бо найкраще відбиває саме інфрачервоне світло.

На відміну від зображення у дійсних кольорах, на зображенні у штучних кольорах жертвують природною передачею кольорів, щоб полегшити виявлення ознак, які неможливо помітити інакше – наприклад, використання ближнього інфрачервоного діапазону для виявлення рослинності на супутникових зображеннях. При цьому видимі довжини хвиль використовують, щоб відобразити дані для електромагнітного випромінювання за межами видимого спектра (наприклад, інфрачервоне, ультрафіолетове, рентгенівське). Вибір спектральних смуг визначається фізичними властивостями досліджуваного об'єкта та спостережними технічними можливостями.
Оскільки людське око використовує три спектральні смуги (так звана трихромність), для зображення штучних кольорів також зазвичай використовують три спектральні смуги. Більше трьох смуг можна об'єднати у три візуальні смуги RGB, але здатність ока розрізняти лише три канали виявляється при цьому обмежувальним фактором. Зображення вважається зображенням у штучних кольорах, якщо воно використовує принаймні дві спектральні смуги. Зображення, зроблене з однієї спектральної смуги, або зображення, зроблене з даних, отриманих не в електромагнітному спектрі (наприклад, висота, температура, тип тканини), є псевдокольоровим зображенням (див. нижче), але не зображенням у штучних кольорах.
Для дійсних кольорів канали RGB (червоний «R», зелений «G» і синій «B») з камери зіставляються з відповідними каналами RGB зображення, утворюючи відображення «RGB→RGB». Для штучних кольорів це співвідношення змінюється. Найпростішим кодуванням штучних кольорів є отримання RGB-зображення у видимому спектрі, але відображення його іншим способом, наприклад, «GBR→RGB». Для традиційних супутникових зображень Землі в штучних кольорах використовується відображення «NRG→RGB», де «N» є ближньою інфрачервоною спектральною смугою (а синя спектральна смуга не використовується) — це дає типове зображення рослинності червоним кольором на зображеннях у штучних кольорах.
Штучні кольори використовуються (серед іншого) для супутникових і космічних зображень: прикладами є супутники дистанційного зондування (наприклад, Landsat, див. приклад вище), космічні телескопи (наприклад, космічний телескоп Габбл) або космічні зонди (наприклад, Кассіні-Гюйгенс). Деякі космічні апарати, найвідомішими прикладами яких є марсоходи (наприклад, К'юріосіті), також мають здатність знімати зображення в приблизно дійсних кольорах. На відміну від більшості космічних кораблів, метеорологічні супутники створюють зображення у видимому або інфрачервоному спектрі у градаціях сірого.
 
Штучні кольори мають ряд наукових застосувань. Космічні кораблі часто використовують методи штучних кольорів, щоб допомогти зрозуміти склад структур у Всесвіті, таких як туманності та галактики. Частота світла, випромінюваного різними іонами в космосі, позначається контрастними кольорами, що дозволяє краще розділяти та візуалізувати хімічний склад складних структур. Типовим прикладом є зображення туманності Орла: іони водню та кисню позначені відповідно зеленим і синім кольором.
На зображеннях Титана, зроблених Кассіні-Гюйгенс в ультрафіолетовому та інфрачервоному діапазонах, інфрачервоні дані відображають червоним і зеленим кольорами, а ультрафіолетові — синім.

### Псевдокольори
Псевдокольорове зображення отримують із зображення у відтінках сірого шляхом зіставлення кожного значення інтенсивності з певним кольором. Псевдоколір зазвичай використовується, коли доступний лише один канал даних (наприклад, температура, висота, склад ґрунту, тип тканини тощо), на відміну від штучного кольору, який зазвичай використовується для відображення трьох каналів даних.
Фарбування зображення псевдокольорами може зробити деякі деталі більш помітними, оскільки сприймана різниця в колірному просторі більша, ніж між послідовними рівнями сірого. З іншого боку, добре вибирати функцію відображення кольорів, щоб переконатися, що яскравість кольору залишається монотонною, інакше нерівномірна зміна ускладнить інтерпретацію рівнів як для звичайних людей, так і для дальтоніків. Однак це правило порушує широко використовувана «райдужна» палітра зі зміною яскравості вперед і назад.
Типовим прикладом використання псевдокольору є термографія, вживана, коли інфрачервоні камери відображають лише одну спектральну смугу та показують свої зображення у відтінках сірого у псевдокольорах.
Іншим відомим прикладом псевдокольорів є кодування висоти за допомогою гіпсометричних відтінків на картах фізичного рельєфу, де від'ємні значення (нижче рівня моря) зазвичай представлені відтінками синього, а додатні значення — зеленим і коричневим.
Залежно від використовуваної таблиці кольорів та вибору джерел даних, псевдокольорове фарбування може збільшити інформаційний вміст вихідного зображення, наприклад, додавши географічну інформацію, об'єднавши інформацію, отриману від інфрачервоного чи ультрафіолетового світла, або інших джерел, як-от МРТ-сканування.

### Хороплет

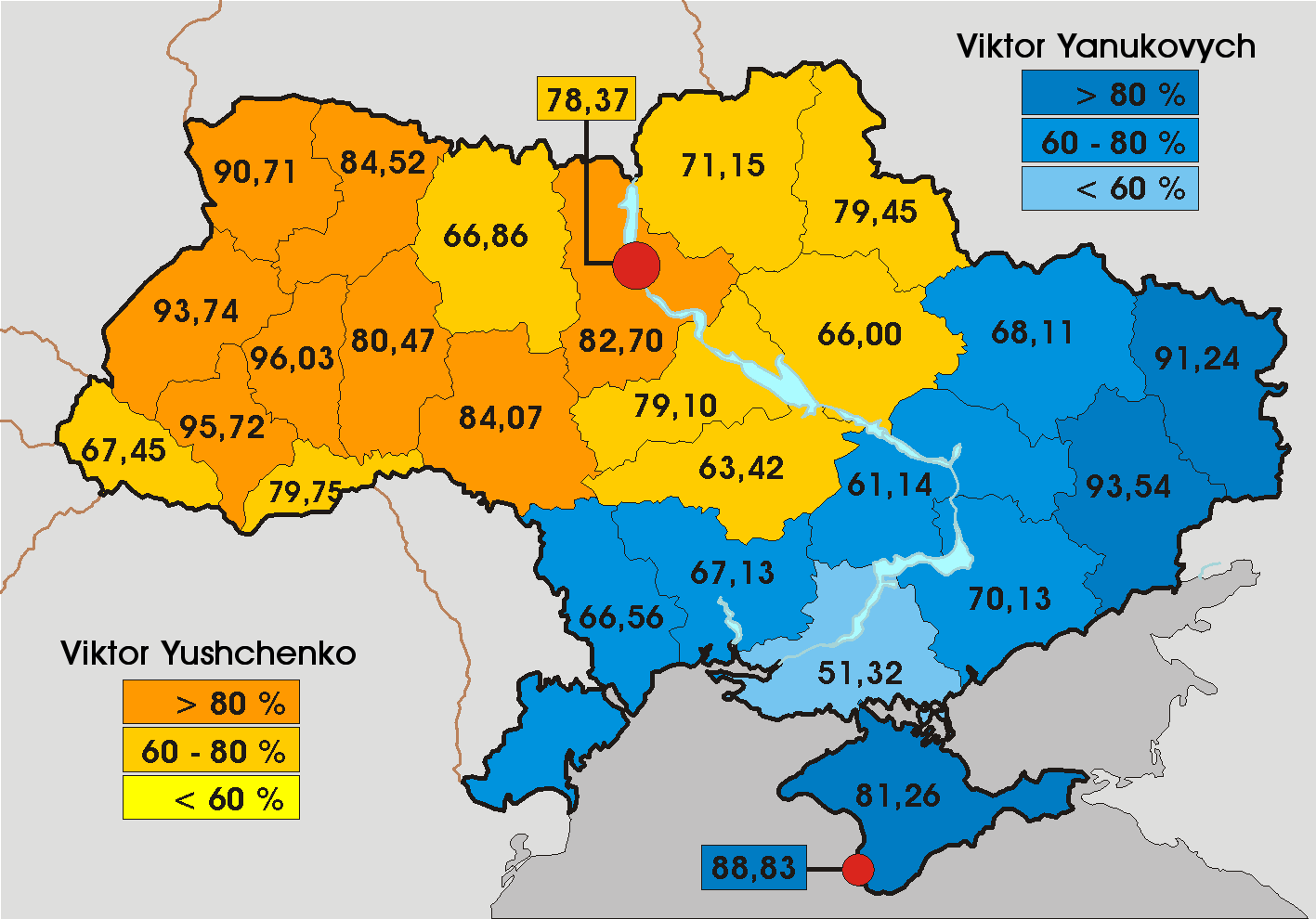
Результати переголосування другого туру виборів Президента України 2004 року, зображені за допомогою хороплетної карти. Відсоток голосів за Віктора Ющенка та Віктора Януковича представлений у відтінках помаранчевого та блакитного кольорів, які широко використовувались у їхній виборчій символіці.

Хороплет — це зображення або карта, на якій області зафарбовані кольором або візерунком пропорційно значенню однієї або кількох представлених змінних. Змінні зіставляються з кількома кольорами, кожний регіон вносить одну точку даних і отримує один колір із цих вибраних кольорів. По суті, це нарізка щільності, застосована до накладення псевдокольору. Таким чином, хороплетна карта географічної області є крайньою формою штучного кольору.

## Штучні кольори у мистецтві
У той час як художнє відтворення надає суб'єктивне вираження кольору, Енді Воргол (1928—1987) став культурно значущою фігурою сучасного мистецтва, створюючи картини в штучних кольорах за допомогою техніки трафаретного друку. Однією з найвпізнаваніших робіт Воргола є зображення Мерилін Монро, засноване на кадрі з фільму «Ніагара». Воргол використовував різні палітри кольорів чорнила, підібрані експериментальним шляхом. Протягом багатьох років він продовжував трафаретний друк зображень Мерилін Монро в штучних кольорах. Його «Бірюзову Мерилін» приватний колекціонер придбав за 80 млн доларів.

## Дивись також
- Неможливі кольори
- Унаочнювання даних
- NASA World Wind використовує кілька шарів супутникових зображень у штучних кольорах